# Gilbert de Clare (1243-1295)
Gilbert de Clare, 6e graaf van Hertford, 7e graaf van Gloucester, 3e heer van Glamorgan, 9e heer van Clare, bijgenaamd de Rode, (Christchurch, 2 september 1243 – Monmouth, 7 december 1295) was een machtige Engelse edelman.

## Levensloop
Gilbert de Clare was de zoon van Richard de Clare, graaf van Hertford en Gloucester, uit diens huwelijk met Maud de Lacy, dochter van John de Lacy, graaf van Lincoln. Na de dood van zijn vader in 1262 erfde hij diens landerijen; de graafschappen Hertford en Gloucester en de heerlijkheden Clare en Glamorgan. Als heer van Glamorgan was Gilbert een van de machtigste en meest welvarende heersers in de Welsh Marches. Het eerste jaar van zijn bewind stond hij wegens zijn minderjarigheid onder het regentschap van Humphrey de Bohun, de graaf van Essex.
Tijdens de Tweede Baronnenoorlog tussen koning Hendrik III van Engeland en Simon van Montfort steunde de Clare deze laatste. In april 1264 leidde hij de massamoord op Joden in Canterbury, wat aanhangers van Montfort eerder ook op andere plaatsen hadden gedaan. Al zijn kastelen in Kingston en Tonbridge werden in de loop van de oorlog ingenomen door koning Hendrik III. Op 14 mei 1264 werden hij en zijn broer Thomas door Simon van Montfort tot ridder geslagen, vlak voor de Slag bij Lewes. Tijdens deze veldslag commandeerde de graaf van Gloucester de centrale divisie van het baronnenleger, dat zich op de Downs, ten westen van Lewes, had gevormd. Nadat kroonprins Eduard het slagveld had verlaten om de linkervleugel, aangevoerd door Montfort, te achtervolgen, werden de koning en graaf Richard van Cornwall teruggedreven naar Lewes. Terwijl Hendrik zich verschool in de priorij van Saint-Pancras, gaf de graaf van Cornwall, die zich in een windmolen had verstopt, zich over aan Gilbert de Clare. Hij en Simon van Montfort waren nu oppermachtig en deze laatste werd de facto koning van Engeland.
Op 20 oktober 1264 werden Gilbert de Clare en zijn bondgenoten geëxcommuniceerd door paus Clemens IV, en zijn landerijen onder interdict geplaatst. Nadat de Kerk in de maand die volgde Gloucester en Bristol had bemachtigd, werd Gilbert de Clare uitgeroepen tot rebel. Hij was toen, na een ruzie met Montfort, echter al overgelopen naar de zijde van de Engelse koning en vernietigde, om te vermijden dat Montfort zou vluchten, schepen aan de haven van Bristol en de brug over de Severnrivier in Gloucester. Aangezien hij was overgelopen deelde hij in 16 juli 1265 in de overwinning van kroonprins Eduard bij Kenilworth. Op 4 augustus commandeerde hij bij de Slag bij Evesham, waarbij Montfort sneuvelde, de tweede divisie en speelde hij een belangrijke rol in de overwinning.
Als beloning voor zijn steun aan kroonprins Eduard kreeg Gilbert in oktober 1265 het kasteel Abergavenny en het kasteel en de heerlijkheid Brecknock toegewezen. In zijn Welshe gebieden kwam hij in conflict met Llywelyn ap Gruffydd, de laatste onafhankelijke heerser van Wales. Er was bemiddeling nodig, maar die leverde niets op. Tezelfdertijd bouwde hij Caerphilly Castle om tot een fort. Op 6 oktober 1265 werd hem pauselijke absolutie verleend, zodat zijn excommunicatie was opgeheven, en drie dagen later kreeg hij van de koning genade voor zijn vroegere steun aan Simon van Montfort.
Eind 1268 weigerde Gilbert de Clare in te gaan op het verzoek van de koning om het parlement bij te wonen. Hij stelde dat zijn aanwezigheid in zijn Welshe gebieden noodzakelijk was, gezien de voortdurende invallen van Llywelyn ap Gruffydd. Toen Hendrik III in november 1272 overleed en kroonprins Eduard nog in Sicilië was op terugtocht van een kruistocht, zetelde hij tot diens terugkeer in augustus 1274 in de regentenraad van Engeland. De dag na het overlijden van Hendrik III trok hij samen met de aartsbisschop van York Londen binnen en proclameerde hij vrede voor iedereen, zowel christenen als joden. 
Tijdens Eduards invasie van Wales in 1282, leidde de Clare de aanval op het zuiden. Hij werd door koning Eduard I aangesteld tot commandant van het zuidelijk leger dat Wales binnenviel. Nadat zijn troepen bij de Slag bij Llandeilo Fawr een zware nederlaag hadden geleden, werd de Clare ontheven van zijn positie als commandant en vervangen door William de Valence, de graaf van Pembroke.
In 1291 kwam hij in conflict met Humphrey de Bohun, graaf van Hereford en kleinzoon van zijn vroegere regent, over de heerlijkheid Brecknock. Volgens Bohun had de Clare een kasteel op zijn landerijen gebouwd en dit culmineerde in een privéoorlog. Hoewel heersers in de Welsh Marches het recht hadden om privéoorlogen te voeren, greep koning Eduard in. Hij zette beide heren gevangen en nam hun landerijen in beslag. De Clare moest als de aanstoker van de oorlog 10.000 mark betalen, de Bohun 1.000. Ze werden echter al snel vrijgelaten en in hun meeste landerijen hersteld. De koning wilde met deze actie zijn autoriteit doen gelden en het prestige van beide heren doen afnemen.
In december 1295 overleed de Clare in het kasteel van Monmouth, waarna hij werd bijgezet in de Abdij van Tewkesbury. Zijn titels werden geërfd door zijn gelijknamige zoon Gilbert, die tot 1307 onder het regentschap van zijn moeder Johanna van Akko werd geplaatst.

## Huwelijken en nakomelingen
In 1253 huwde hij met Alix (1236-1290), dochter van Hugo XI van Lusignan, graaf van Angoulême, en nicht van koning Hendrik III van Engeland. Ze kregen twee dochters:
- Isabella (1262-1333), huwde eerst met Guy de Beauchamp, graaf van Warwick, en daarna in 1316 met baron Maurice de Berkeley
- Joan (1264-na 1302), huwde eerst met Duncan Macduff, graaf van Fife en daarna met Gervase Avenel

Vanaf 1267 leefden Gilbert en Alix gescheiden, naar verluidt omdat ze verliefd was geworden op haar neef, de latere koning Eduard I van Engeland. In 1285 werd het huwelijk ontbonden. 
Op 30 april 1290 hertrouwde Gilbert de Clare met Johanna van Akko (1272-1307), dochter van koning Eduard I van Engeland. Met het huwelijk wilde de Engelse koning de Clare nauwer aan de kroon binden en wilde hij zijn uitgestrekte bezittingen in handen van de koninklijke familie krijgen. Het huwelijkscontract stipuleerde dat Gilberts landerijen enkel geërfd konden worden door een zoon uit zijn huwelijk met Johanna. Als het huwelijk kinderloos zou blijven, zouden zijn landerijen geërfd worden door eventuele kinderen die Johanna uit een volgend huwelijk zou krijgen. 
Uit het huwelijk van Gilbert en Johanna werden vier kinderen geboren, drie dochters en een zoon:
- Gilbert (1291-1314), graaf van Hertford en Gloucester
- Eleonora (1292-1337), huwde in 1307 met Hugh le Despenser de Jongere, favoriet van koning Eduard II van Engeland, en daarna in 1329 met baron William la Zouche
- Margaretha (1293-1342), huwde in 1307 met Piers Gaveston, favoriet van koning Eduard II van Engeland, en daarna in 1317 met Hugh de Audley, graaf van Gloucester
- Elisabeth (1295-1360), huwde in 1308 met John de Burgh, daarna in 1316 met Theobald van Verdun en uiteindelijk in 1317 met baron Roger d'Amory